# 아담 메이필드
아담 메이필드(Adam Mayfield, 1976년 8월 2일 ~ )는 미국의 배우, 텔레비전 배우, 영화배우이다.
휴스턴에서 태어났다.

## 방송
- 올 마이 칠드런

## 영화
- 로스트 앳 워 (2007년)
- 좀비 워 (2006년)
- 템피스트 (2001년)